# Yonathan Monsalve
Yonathan Alejandro Monsalve Pertsinidis (ur. 28 czerwca 1989 w Barinas) – wenezuelski kolarz szosowy. Olimpijczyk (2016).
W 2019 został ukarany czteroletnią dyskwalifikacją za stosowanie niedozwolonych środków dopingujących, biegnącą do 20 lipca 2023.
Jego brat, Ralph Monsalve, również jest kolarzem.

## Osiągnięcia
Opracowano na podstawie:

2009
- 3. miejsce w Vuelta al Táchira
  - 1. miejsce na 3. i 12. etapie
- 2. miejsce w Coppa Colli Briantei Internazionale

2010
- 1. miejsce na 7. etapie Vuelta al Táchira
- 1. miejsce na 9. etapie Giro Ciclistico d’Italia
- 2. miejsce w mistrzostwach Wenezueli (start wspólny)
- 2. miejsce w Giro Ciclistico della Valle d’Aosta Mont Blanc
  - 1. miejsce na 2. etapie

2011
- 1. miejsce w Tour de Langkawi
  - 1. miejsce na 5. etapie

2014
- 1. miejsce w klasyfikacji górskiej Giro del Trentino
- 1. miejsce na 3. etapie Vuelta a Venezuela

2015
- 1. miejsce na 10. etapie Vuelta al Táchira

2016
- 3. miejsce w mistrzostwach panamerykańskich (start wspólny)
- 1. miejsce w Vuelta a Venezuela
  - 1. miejsce w klasyfikacji punktowej
  - 1. miejsce na 2. etapie

2017
- 1. miejsce w klasyfikacji punktowej Vuelta al Táchira
  - 1. miejsce na 3. etapie
- 1. miejsce w Tour of Qinghai Lake
- 1. miejsce na 1. etapie Vuelta a Venezuela
- 3. miejsce w Tour de Singkarak
  - 1. miejsce na 5. etapie

2018
- 1. miejsce na 10. etapie Vuelta al Táchira

2019
- 1. miejsce na 4. etapie Vuelta al Táchira

## Rankingi
| Rok              | 2009 | 2010 | 2011 | 2012 | 2013  | 2014 | 2015  | 2016 | 2017 | 2018 | 2019  | 2020 | 2021 | 2022 | 2023 | 2024  |
| ---------------- | ---- | ---- | ---- | ---- | ----- | ---- | ----- | ---- | ---- | ---- | ----- | ---- | ---- | ---- | ---- | ----- |
| World Ranking    |      |      |      |      |       |      |       | 296. | 263. | 571. | 1058. | -    | -    | -    | -    | 1287. |
| UCI Europe Tour  | 473. | 205. | -    | 505. | 1195. | -    | 1053. | -    | -    | -    |       |      |      |      |      |       |
| UCI Asia Tour    | -    | -    | 11.  | 315. | 211.  | 351. | -     | -    | 15.  | 93.  |       |      |      |      |      |       |
| UCI America Tour | 33.  | 29.  | -    | 105. | 148.  | 114. | 315.  | 18.  | 72.  | 109. | 136.  | -    | -    | -    | -    | -     |
| UCI Africa Tour  | -    | -    | -    | -    | -     | -    | -     | 128. | -    | -    |       |      |      |      |      |       |
|                  |      |      |      |      |       |      |       |      |      |      |       |      |      |      |      |       |
| Źródło: UCI      |      |      |      |      |       |      |       |      |      |      |       |      |      |      |      |       |